# Withalsvliegenvanger
De withalsvliegenvanger (Ficedula albicollis) is een zangvogel uit de familie van vliegenvangers (Muscicapidae).

## Kenmerken
De vogel is 12 tot 13,5 cm lang en lijkt sterk op de bonte vliegenvanger. Daar waar het verspreidingsgebied overlapt met dat van de bonte vliegenvanger, komt hybridisering voor. Het mannetje is echter gemakkelijk herkenbaar door de witte hals die volledig als een witte halsband doorloopt. Hij heeft net als de bonte vliegenvanger zwart op de kop, rug, vleugels en staart en verder een duidelijke witte vleugelstreep, een witachtige stuit en wit op de keel, borst en buik. Het vrouwtje is veel minder opvallend. Ze is grijsbruin daar waar het mannetje zwart is. Verder heeft ze iets meer wit op de vleugel dan het vrouwtje van de bonte vliegenvanger.

## Verspreiding en leefgebied
De withalsvliegenvanger komt voor in Noordwest- en Zuid-Italië, Zuid-Duitsland, Oost-Frankrijk, Zwitserland, Oostenrijk, Tsjechië, verder in Oost-Europa tot diep in Rusland, Baltische staten, Zweden, Kazachstan en Azerbeidzjan. Het leefgebied bestaat uit gevarieerd loofbos met open plekken, weelderige tuinen en parken. Het is een trekvogel die overwintert in Afrika en het Nabije Oosten.

## Status
De grootte van de Europese populatie werd in 2004 geschat op 1,4 tot 2,4 miljoen paar. De aantallen gaan er mogelijk op vooruit. Om deze reden staat de withalsvliegenvanger als niet-bedreigd op de Rode Lijst van de IUCN.

## Galerij

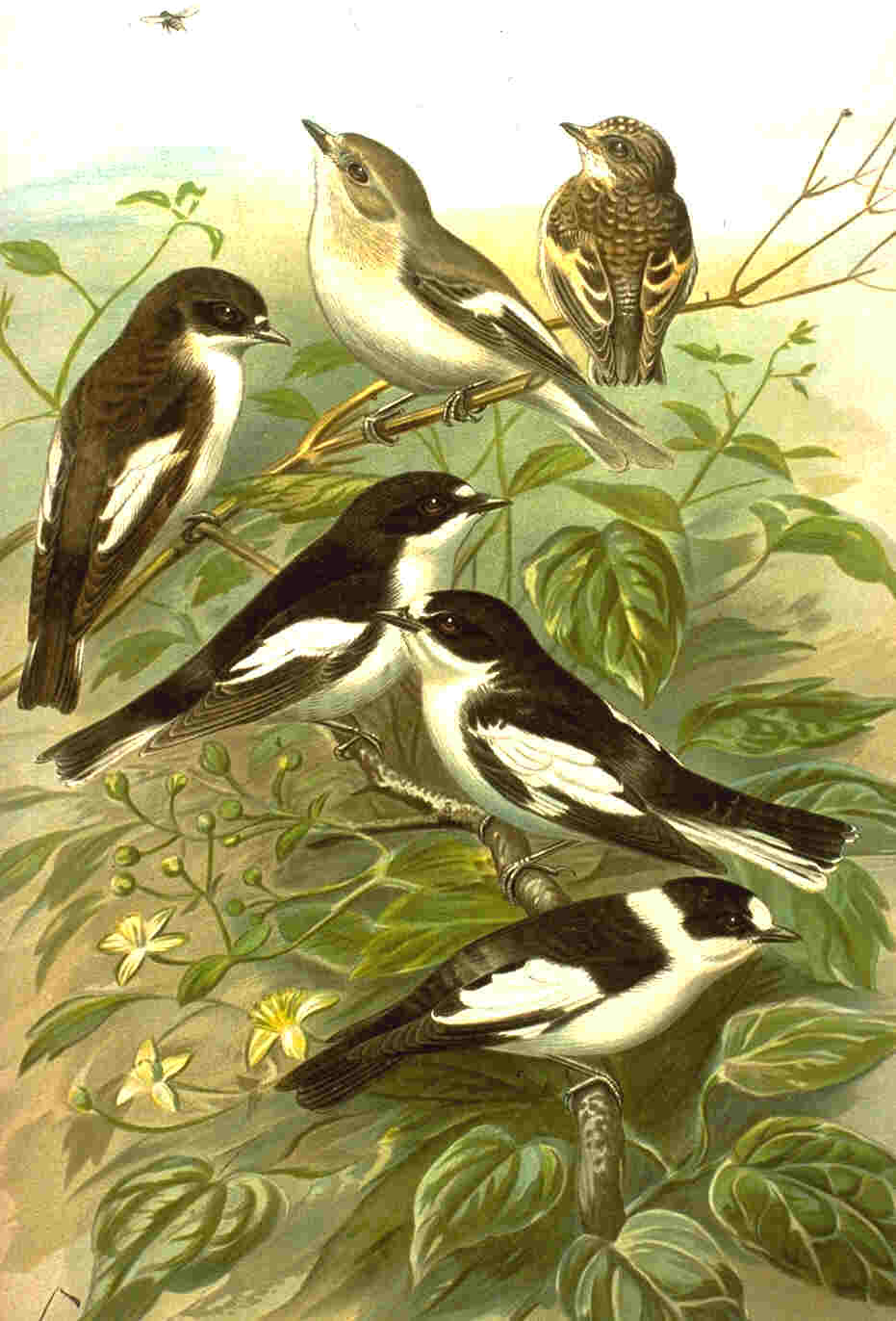
Withalsvliegenvanger (onder)
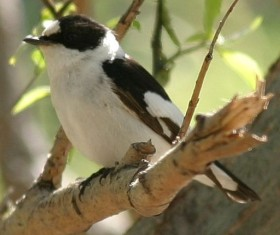
Withalsvliegenvanger
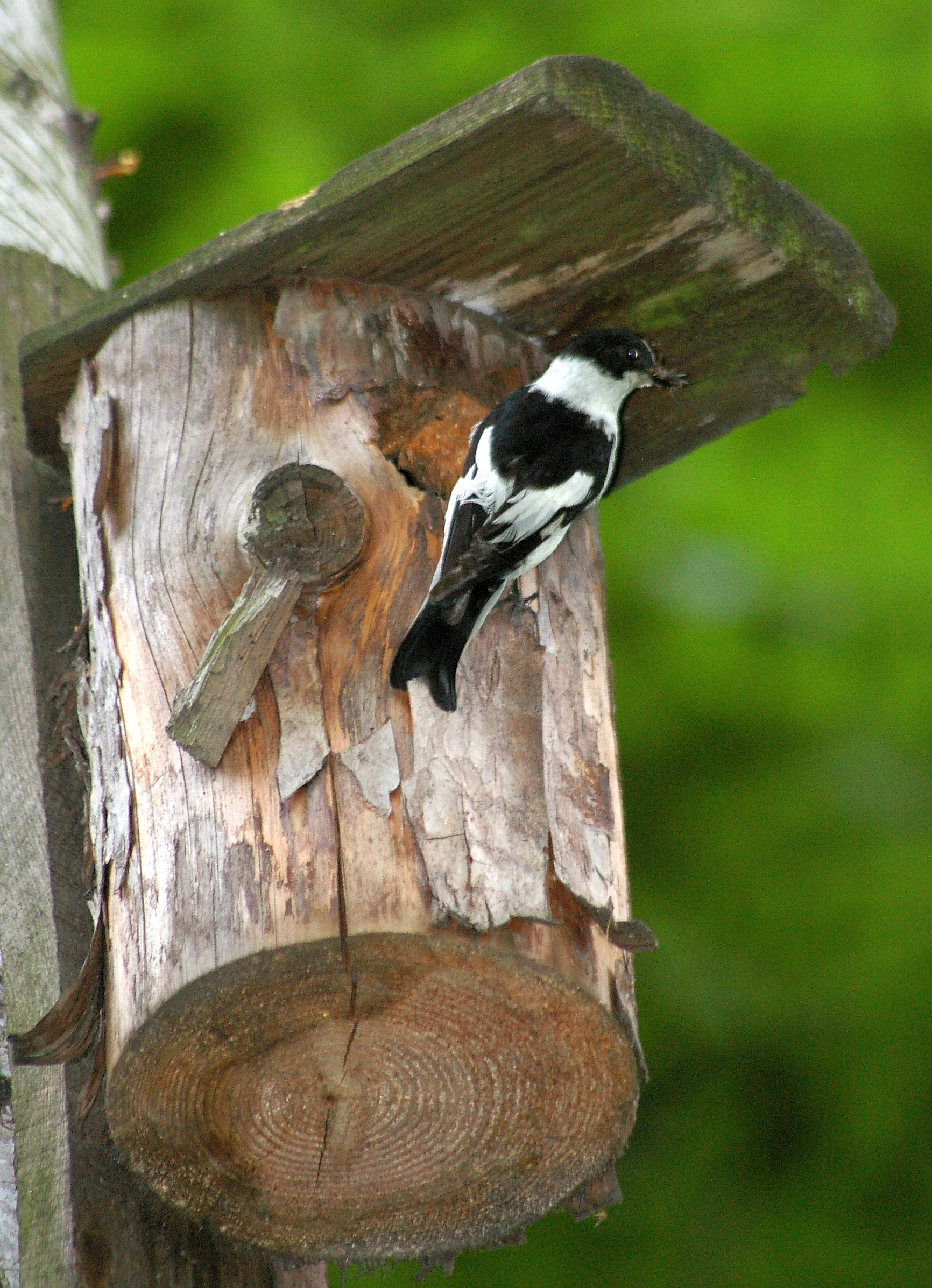
Bij nestkastje
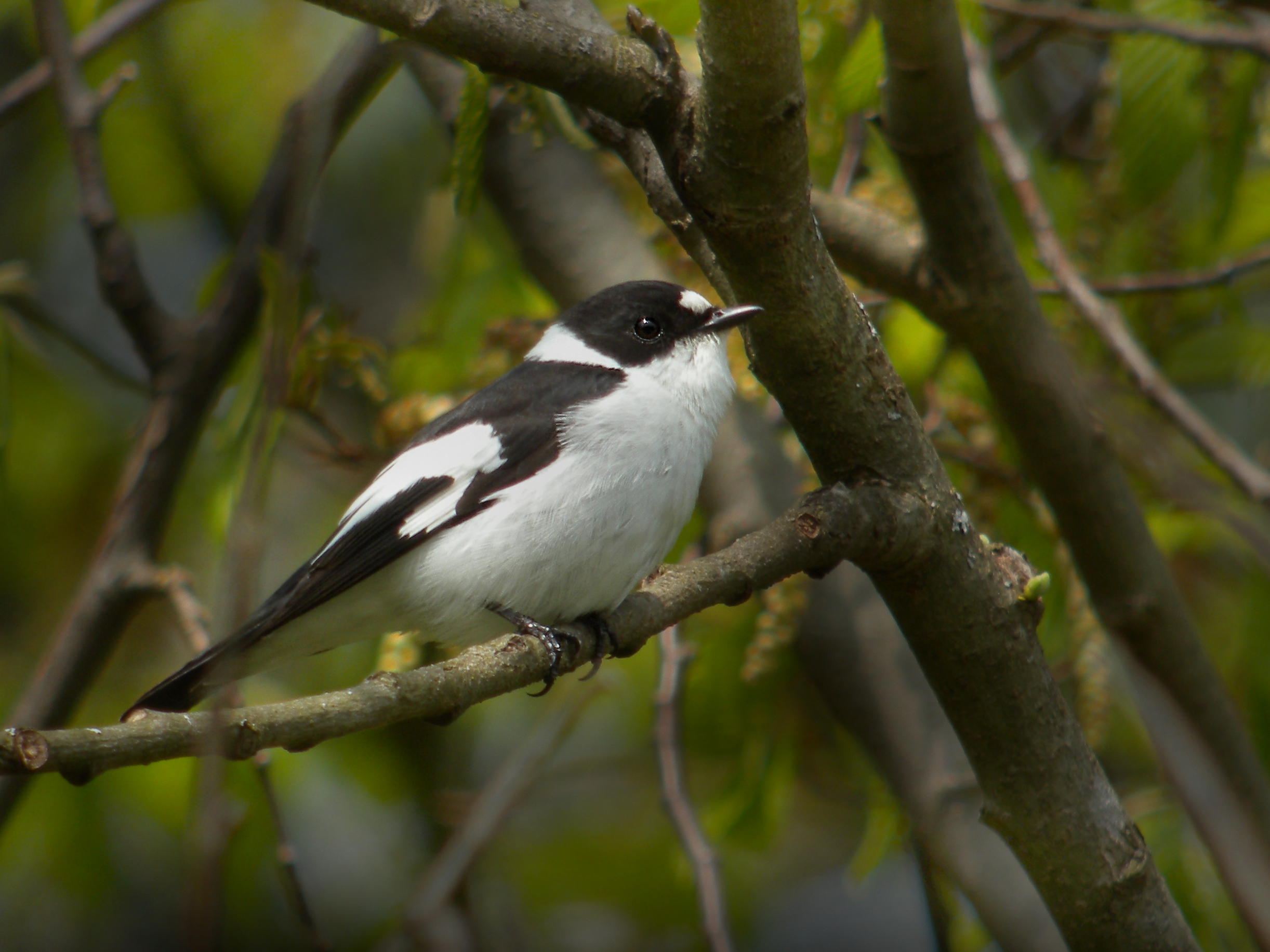
Withalsvliegenvanger in het Woud van Białowieża